# Tratado ruso-bizantino (945)

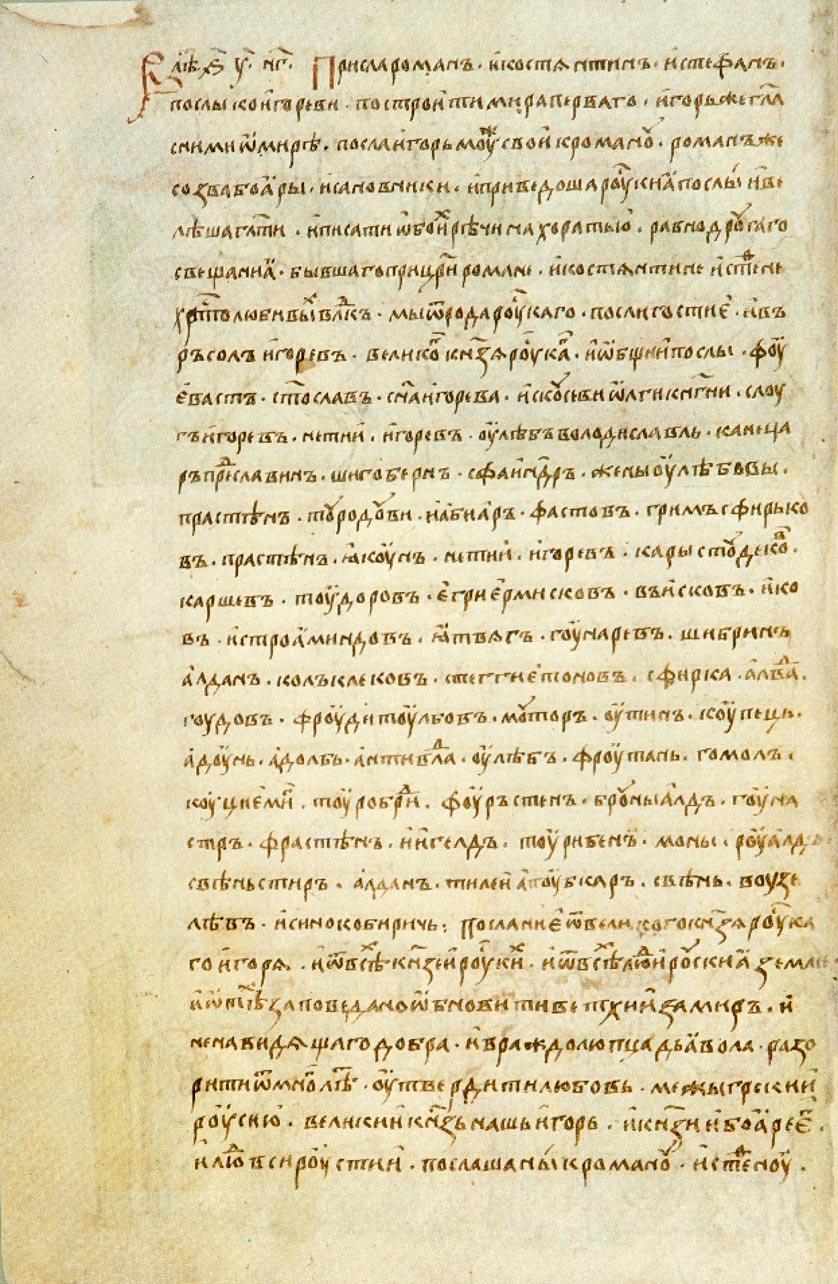
Tratado ruso-bizantino de 944 Radzivilov manuscrito hoja 5.

El tratado ruso-bizantino entre el emperador bizantino Constantino VIII e Ígor de Kiev fue celebrado en 944 o 945 como resultado de la expedición naval emprendida por la Rus de Kiev contra Constantinopla a principios de la década de 940. Sus disposiciones fueron menos ventajosas para la Rus en comparación al tratado previo, asociado al predecesor de Ígor, Oleg. 
El texto del tratado, como se conversa en la Crónica de Néstor, contiene una lista de los plenipotenciarios de la Rus (se nombran no menos de cincuenta). La gran mayoría tiene nombres nórdicos. Una parte de los enviados de la Rus jura sobre sus dioses paganas, mientras que otra parte invoca el nombre del Dios cristiano, lo que indica que una parte importante de la élite de la Rus estaba cristianizada.
Además de la esposa de Ígor, Olga, se mencionan otras dos esposas: Predslava, esposa de Volodislav y Sphandra, esposa de Uleb. No está claro si estos dos pares de nombres (eslavo y nórdico, respectivamente) se refieren a parientes ruríkidos de Ígor o representan a una familia gobernante independiente.
El tratado de 944/945 repite varias cláusulas de los acuerdos previos. La Rus promete no atacar Quersoneso, un enclave bizantino en Crimea (artículo 8). La desembocadura del río Dniéper (Beloberezhie) se administraría en forma conjunta, aunque la Rus tenía prohibido pasar el invierno allí y oprimir a los pescadores del Quersoneso (artículo 12).
El artículo 2 contiene nuevas disposiciones en derecho marítimo. Con el fin de distinguir los pacíficos comerciantes de los saqueadores, cada buque de la Rus iba a llevar una carta del príncipe de Kiev, explicando cuántas personas y cuántos buques navegarían a Constantinopla. De no ser así, los barcos de la Rus podían ser aprehendidos por las autoridades imperiales.